# Desembargo do Paço
O Tribunal do Desembargo do Paço, Mesa do Desembargo do Paço ou simplesmente Desembargo do Paço constituiu o mais alto tribunal de justiça de Portugal, entre a sua criação no século XIV e a sua extinção em 1833. Criado pelo rei D. João II, era constituído por desembargadores, funcionando no próprio Paço Real. 
O Desembargo do Paço era um dos tribunais régios que constituía o sistema de monarquia polissinodal que governava Portugal no Antigo Regime. Assim, além das suas funções puramente judiciais como tribunal de justiça de última instância, tinha também atribuições executivas equivalentes às de um moderno ministério da Justiça, assegurando a administração geral de todo o sistema judicial português.

## História
O Desembargo do Paço foi criado no reinado de Dom João II no século XIV. Mas só ganhou verdadeira autonomia em relação à Casa da Suplicação com seu regimento especial em 1521, quando da publicação da 2ª edição das Ordenações Manuelinas. Até ao reinado de Dom Sebastião, foi presidido pelo próprio monarca, tornando-se o tribunal supremo do Reino com alargamento sucessivo de atribuições.
No período do domínio filipino, Filipe I deu-lhe novo regimento em 27 de julho de 1582, e Filipe II, por carta de 9 de março de 1605, autorizou-o, nos casos urgentes, a passar provisões enquanto não viessem assinadas pelo rei.
Para regular o funcionamento do expediente ordinário das petições e requerimentos provenientes das diversas comarcas do país, o tribunal tinha uma estrutura orgânica, assente em diversas repartições, cujo critério distintivo residia no facto de atender à diferenciação geográfica, por províncias, consoante a divisão administrativa vigente:
- Repartição da Corte, Estremadura e Ilhas (abarcando os territórios do Ultramar);
- Alentejo e Algarve;
- Beira;
- Minho e Trás-os-Montes.

Além destas repartições convém referir, ainda, o papel da Repartição das Justiças e Despacho da Mesa, cujo objectivo principal era o da administração da justiça, e os desempenhos do porteiro, distribuidor e tesoureiro, cargos normalmente exercidos em regime de acumulação.
Mais tarde, com a transferência da Corte para o Brasil, e por alvará de 10 de setembro de 1811, foram constituídas Mesas do Paço nas capitanias de todos os domínios ultramarinos, incumbidas da resolução da maior parte dos negócios de graça e justiça, antes reservados à competência do Desembargo do Paço.
Foi extinto por decreto de 3 de agosto de 1833, passando suas atribuições de graça e mercê e de administração da justiça, para a jurisdição das secretarias de Estado do Reino e dos Negócios Eclesiásticos e da Justiça.

## Atribuições
Cabia aos Desembargadores do Paço, que atuavam normalmente aos pares, despachar petições do domínio da Graça em assuntos tocantes à Justiça.
No âmbito destas matérias, cabem todas as atribuições enumerados no Tit. 3 do Livro 1 das Ordenações Filipinas, com a característica comum de quase todas elas configurarem situações de privilégio ou de benefício.  Além das referidas atribuições, competia-lhe resolver conflitos de jurisdição entre a Casa do Cível e a referida Casa da Suplicação, bem como todos os assuntos referentes à administração de justiça.
A documentação disponível nos arquivos da Torre do Tombo diz respeito à concessão de privilégios e benefícios, abrangendo a totalidade do território.
Quanto aos privilégios: concessão de perdões; levantamento de degredos; fianças para aguardar o julgamento em liberdade; cartas de seguro para provar a inocência em liberdade; recursos de revista; autorização de subrogação de bens de morgados, foreiros ou dotais; dispensas ou prorrogações de prazos; autorizações de recursos fora dos prazos legais; autorização para não execução de provisão régia; legitimações; perfilhações, emancipações; naturalizações de estrangeiros; confirmação de doações; autorização de provas de direito comum, autorização para nomeações interinas de funcionários (serventias de ofícios); restituição da fama, ou bom nome a pessoas condenadas por crime infamante; obtenção de privilégios de desembargador.
Quanto à concessão de benefícios: a apresentação de priorados de igrejas e capelas do padroado real; concessão de licenças para impressão de livros relativos a matérias temporais; a obtenção de certidões de leis e de outros documentos existentes no arquivo régio.
A administração judicial enquadrava-se igualmente no âmbito das atribuições do Tribunal, exigindo procedimentos de carácter administrativo, para proceder ao recrutamento de magistrados para as diversas comarcas.  Concediam‐se os seguintes benefícios: nomeação de oficiais de justiça das comarcas (tabeliães, escrivães, porteiros, contadores dos tribunais da Corte); confirmação de juízes ordinários nas terras; passagem de certidões de autos de residência aos provedores, corregedores e juízes.
A administração local era exercida, sobretudo, em termos de controlo da legalidade para a constituição das vereações das câmaras municipais. Ainda no quadro local, alguns dos benefícios concedidos pelo Desembargo do Paço respeitam a autorizações para: dar em sesmaria os bens dos concelhos; lançamento de fintas dos concelhos acima do montante previsto; demarcações e tombos; confirmação de posturas locais.
Nas Ordenações Afonsinas e na primeira edição do código de D. Manuel previa-se ainda que deliberassem sobre os agravos de sentenças que a eles chegassem,no que seriam auxiliados pelo Terceiro dos Agravos.